# Robert J:son Lindh
Robert J:son Lindh, folkbokförd Karl Robert Lindh, född 30 augusti 1912 i Maria Magdalena församling i Stockholm, död 12 november 1965 i Arvika östra församling, Värmlands län, var en svensk företagsledare i Arvika. Även om han föddes i Stockholm så bodde han och verkade i hela sitt liv i Arvika förutom under vissa studieperioder.
Robert J:son Lindh hette ursprungligen Karl Robert Jansson Lind. Genom Kunglig Majestäts resolution 6/11 1931 fick han ta släktnamnet Lindh. Släktnamnet Lindh härstammar från Robert J:son Lindhs farfars bror målaren Carl Jansson (far till konstnären Bror Lindh) som lade till Lind i efternamnet i samband med att han 1863 åkte till Stockholm som målargesäll. Någon gång efter 1910 ändrade Carl Jansson Lind sitt namn till Karl Johan Lindh innan han dog 1914.
Robert J:son Lindh var son till disponenten Karl Janson (folkbokförd Karl August Jansson) och hans hustru Hilma, född Gustafsson. Efter studentexamen i Vänersborg 1931 studerade han i utlandet 1931–1932 innan han blev elev vid Göteborgs Handelsinstitut där han tog examen 1934. Robert J:son Lindh blev direktörsassistent 1935 på AB Nordiska Tapetfabriken i Arvika, där han befordrades till disponent 1941. Han var också politiskt engagerad och satt i såväl landstingsfullmäktige som kommunfullmäktige. Lindhs fritidsintressen var bridge och filateli.
Han var från 1941 och till sin bortgång gift med Ruth J:son Lindh (folkbokförd Rut Lindh, 1918–1989, född Isberg) och paret fick två barn tillsammans. Sonen Björn J:son Lindh (1944–2013) blev musiker och kompositör. Dottern Vera Lindh (född 1946) blev översättare och sambo med musikern Ola Magnell.